# تولیدات تبلیغاتی والت دیزنی در جنگ جهانی دوم
والت دیزنی در جریان جنگ جهانی دوم در میان سال‌های ۱۹۴۲ و ۱۹۴۵ درگیرِ تولید فیلم‌های تبلیغاتی برای دولت آمریکا بود. تبحرِ والت دیزنی در تولید منجر به تبلیغات آمریکایی برای افزایش حمایت از جنگ شد.

## اقدامات والت دیزنی
در جریان جنگ جهانی دوم والت دیزنی برای هر بخش از ارتش و دولت فیلمهایی را تولید کرد. دولت بیش از هر سامانه دیگری به والت دیزنی به عنوان یک ارگان تأثیرگذار بر روی افکار عمومی حساب می‌کرد. این فیلمها با استفاده از گرافیک در جهت ارتقا و بسیج همگانی نیروهای نظامی و غیرنظامی در راستای جنگ بود. بیش از ۹۰درصد کارمندان والت دیزنی در همین راستا به کار گرفته شده بودند. در طول جنگ والت دیزنی بیش از ۴۰۰۰۰۰ قطعه فیلم آموزشی جنگی تولید کرد. تنها در سال ۱۹۴۳ حدود ۲۰۴۰۰۰ قطعه فیلم جنگی تولید شد.